# Sage Francis
Paul Francis, detto Sage (Miami, 18 novembre 1976), è un rapper statunitense.
Nato in Florida, è cresciuto nel Rhode Island.
Francis è anche proprietario dell'etichetta indipendente Strange Famous Records, creata inizialmente solo per pubblicare i propri inediti negli anni novanta.
Dal 2000 al 2002 è stato DJ per la competizione di freestyle poetry slam, tenutasi al CBGB di New York.
Dopo aver pubblicato quattro album di studio, il 9 giugno 2010 Francis ha annunciato durante un concerto al The Glass House di Pomona una pausa indefinita, che avrà inizio dopo il termine del LI(F)E On The Road Tour, in supporto al suo ultimo album Li(f)e.

## Vita precoce e formazione
Francis è nato a Miami, in Florida, ma è cresciuto a Providence, nel Rhode Island. È figlio unico e ha trascorso la maggior parte della sua infanzia con sua madre e il suo patrigno dopo il divorzio dei suoi genitori quando era piccolo. Ha vissuto in diverse parti del Rhode Island, tra cui North Smithfield e Woonsocket. Sua madre lavorava come barista e suo patrigno come fabbro.
Francis ha iniziato a scrivere e registrare testi originali all'età di 8 anni, ispirandosi a gruppi come Run DMC e Public Enemy. Secondo Artistdirect, Francis ha iniziato a scappare di casa all'età di 12 anni per partecipare a battaglie rap.
Francis ha conseguito una laurea in comunicazione al Dean College a Franklin, nel Massachusetts e una laurea in giornalismo all'Università del Rhode Island.

## Discografia

### Solista
Album in studio
- 2002 - Personal Journals
- 2005 - A Healthy Distrust
- 2007 - Human the Death Dance
- 2010 - Li(f)e
- 2014 -  Copper Gone
- 2018 -  Season 1 (with B. Dolan, as Epic Beard Men)
- 2019 -  This Was Supposed To Be Fun (with B. Dolan, as Epic Beard Men)

Mixtape
- 1999 - Sick of Waiting...
- 2000 - Still Sick... Urine Trouble
- 2001 - Sick of Waiting Tables
- 2002 - Sick of Waging War...
- 2004 - Sickly Business
- 2005 - Still Sickly Business
- 2009 - Sick of Wasting

Live
- 2004 - Dead Poet, Live Album
- 2005 - Road Tested (2003-2005)

EP
- 2003 - Makeshift Patriot
- 2004 - The Damage

Singoli
- 2001 - Makeshift Patriot
- 2002 - Sage Frenchkiss
- 2002 - Climb Trees
- 2004 - Slow Down Gandhi
- 2005 - Sea Lion (con Will Oldham)
- 2005 - Conspiracy to Riot

### Con i Non-Prophets
Album in studio
- 2003 - Hope

Singoli
- 1999 - Bounce/Drop Bass
- 2000 - All Word, No Play